# Epstein Brothers
Das The Epstein Brothers Orchestra (häufig nur Epstein Brothers genannt) war ein jüdisches Musikerquartett aus den USA, das vor allem Klezmer-Musik spielte. Es bestand aus den vier in New York City geborenen Brüdern Max Epstein (4. Oktober 1912 bis 18. März 2000), William „Willie“ Epstein (3. März 1919 bis 2. Juli 1999), Julius „Julie“ Epstein (4. November 1926 bis 25. Juli 2015) und Isidore „Chi“ Epstein (28. Dezember 1913 bis 9. November 1986).

## Geschichte
Im Jahr 1992 gaben sie in Berlin ihr erstes Konzert auf europäischem Boden im Rahmen der Ausstellung Jüdische Lebenswelten, im November 1996 gaben sie erneut ein Konzert in Berlin im Rahmen der Jüdischen Kulturtage.
1996 spielten Max, William und Julius Epstein im Dokumentarfilm A Tickle in the Heart von Stefan Schwietert mit, in dem die Geschichte der vier Brüder erzählt wird. Chi starb 1986.
Im Jahr 1998 wurden die Epsteins Brothers von der Stiftung National Endowment for the Arts mit dem NEA National Heritage Awards ausgezeichnet.